# Myponga
Myponga är en ort i Australien. Den ligger i kommunen Yankalilla och delstaten South Australia, omkring 54 kilometer söder om delstatshuvudstaden Adelaide. Antalet invånare är 536.
Närmaste större samhälle är Aldinga, omkring 13 kilometer norr om Myponga. 
I omgivningarna runt Myponga växer huvudsakligen savannskog. Runt Myponga är det ganska glesbefolkat, med 23 invånare per kvadratkilometer. Genomsnittlig årsnederbörd är 729 millimeter. Den regnigaste månaden är juni, med i genomsnitt 133 mm nederbörd, och den torraste är december, med 21 mm nederbörd.